# Najpierw kobiety i dzieci

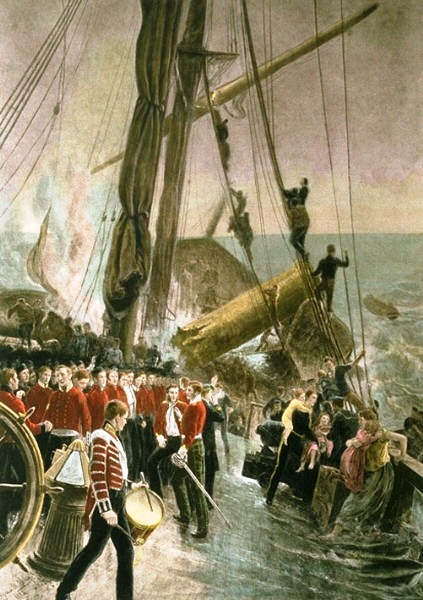
Żołnierze czekają aż kobiety i dzieci wejdą do łodzi ratunkowej na transportowcu HMS Birkenhead

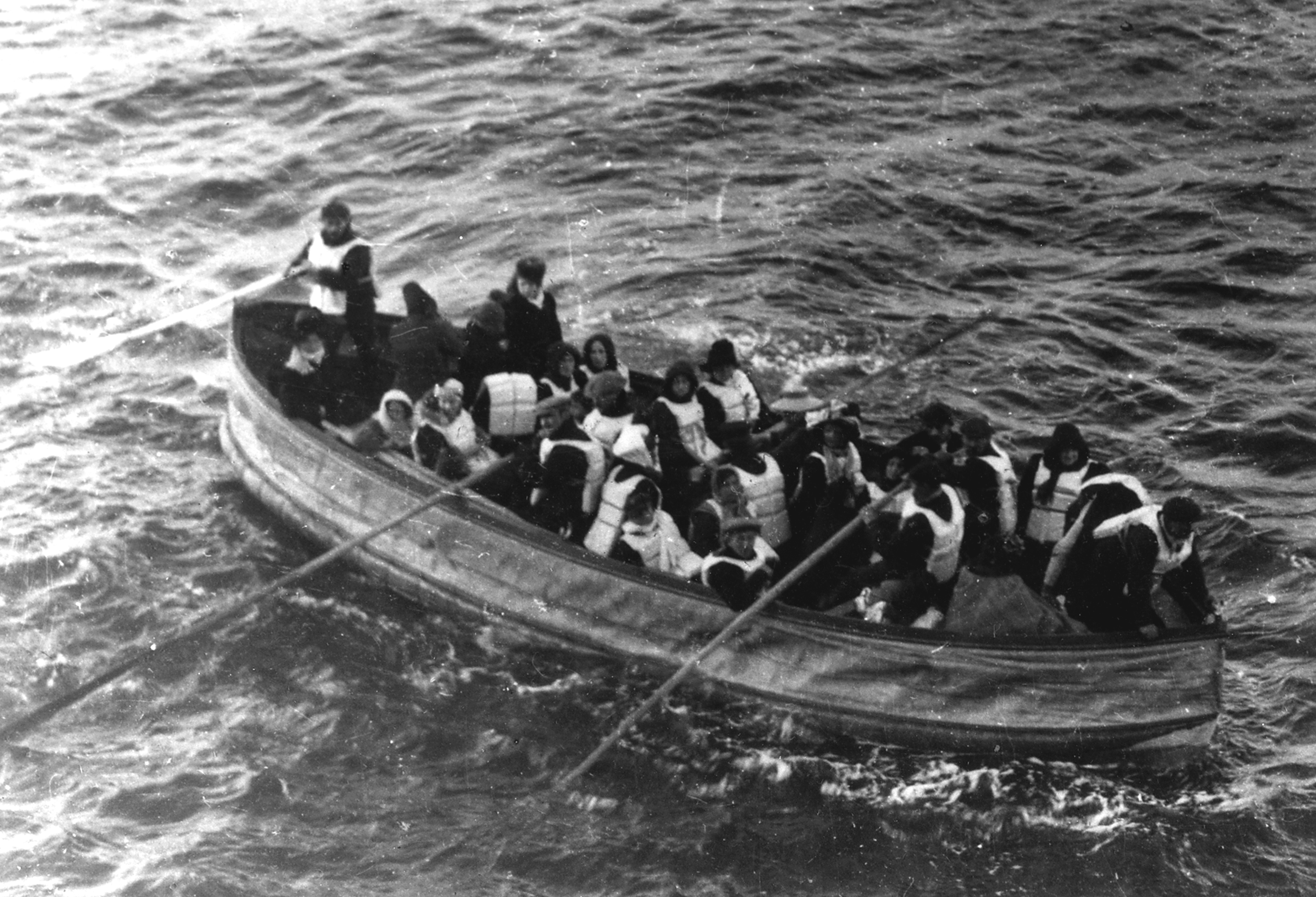
Rozbitkowie z RMS Titanic w łodzi ratunkowej

Najpierw kobiety i dzieci – nieoficjalna zasada, zgodnie z którą w razie wypadku, na przykład zatonięcia statku, kobiety i dzieci są ratowane w pierwszej kolejności, a dorośli mężczyźni na końcu, jeśli wydaje się mało prawdopodobne, że wszystkich uda się uratować. Uważana jest za oznakę etosu rycerskiego. Stosowanie zasady „najpierw kobiety i dzieci” w katastrofach morskich jest właściwie rzadkością, ale stało się sławne zwłaszcza po zatonięciu brytyjskiego transatlantyku RMS Titanic w 1912 roku. Międzynarodowe prawo morskie i konwencja SOLAS regulujące bezpieczeństwo na morzu nie uznają tej zasady i nie wzywają do priorytetowego traktowania jakiejkolwiek grupy pasażerów w sytuacji ratunkowej. Tylko osoby o ograniczonej sprawności ruchowej muszą mieć łatwiejszy dostęp do łodzi ratunkowych niż inni pasażerowie.

## Historia
Zasada „najpierw kobiety i dzieci” została po raz pierwszy zastosowana podczas katastrofy brytyjskiego transportowca HMS Birkenhead u wybrzeży Republiki Południowej Afryki w lutym 1852 roku. Na okręcie nie było wystarczającej liczby łodzi ratunkowych, więc 26 kobiet i dzieci, które były pasażerami, jako pierwsze zostały wezwane do łodzi ratunkowych, podczas gdy większość z 480 żołnierzy utonęła lub została zjedzona przez rekiny. W Anglii nazwy Birkenhead Drill używano również później w odniesieniu do sytuacji, gdy marynarze i żołnierze czekali na okręcie, aż kobiety i dzieci wejdą do łodzi ratunkowych. Sformułowanie „najpierw kobiety i dzieci” pojawiło się po raz pierwszy w angielskiej powieści opublikowanej w 1860 roku.
Zasada stała się sławna po zatonięciu Titanica w kwietniu 1912 roku. Ponieważ liczba łodzi ratunkowych wystarczała tylko dla połowy pasażerów, kapitan transatlantyku Edward Smith nakazał w pierwszej kolejności ratować kobiety i dzieci. Oficerowie, którzy odpowiadali za ewakuację pasażerów William Murdoch i Charles Lightoller, zinterpretowali rozkaz kapitana Smitha na różne sposoby: aby zapełnić łodzie ratunkowe, Murdoch ratował także mężczyzn, nawet jeśli na pokładzie były jeszcze kobiety i dzieci, podczas gdy Lightoller opuszczał początkowo łodzie ratunkowe w połowie puste, tylko z kobietami i dziećmi. Pomimo niekonsekwentnego stosowania nakazu uratowano znacznie większą liczbę kobiet i dzieci na Titanicu niż mężczyzn.
W 2012 roku na Uniwersytecie w Uppsali przeprowadzono badanie porównujące względną liczbę osób, które przeżyły 18 poważnych wypadków morskich w latach 1852–2011. Wynika z niego, że w większości przypadków mężczyźni uratowali się w stosunku wyraźnie wyższym niż kobiety, uratowało się więcej dorosłych niż dzieci, a członkowie załogi częściej niż pasażerowie. Stwierdzono, że Titanic był w większości wyjątkiem pod każdym względem. Inna zasada, która rozsławiła się po zatonięciu Titanica, „kapitan tonie wraz ze swoim statkiem”, również w większości przypadków okazała się mitem.